# Грудина, Людмила Яковлевна
Людмила Яковлевна Грудина (1913 — 1989) — российская исполнительница вокала меццо-сопрано. Заслуженная артистка РСФСР (1960). Солистка Мариинского театра (с 1944 по 1968 годы).

## Биография
Людмила Грудина родилась в 1913 году.
В 1938 году завершила обучение и получила диплом Ленинградской консерватории. Еще студенткой стала работать в консерваторской Оперной студии, а в марте 1937 года дебютировала в Большом зале Ленинградской филармонии, исполнив в концерте партию Марты из «Иоланты». До 1941 года Грудина принимала участие в различных концертных программах, исполняла небольшие партии в «Волшебной флейте» Моцарта и в оперетте «Летучая мышь» Иоганна Штрауса.
16 марта 1945 года Грудина выступала в филармоническом концерте как солистка Театра оперы и балета имени Кирова. В этом учреждении она служила с 1944 по 1968 годы. В её репертуаре не только классические произведения, но и народные, советские песни, которые она записывала в сопровождении эстрадного оркестра под управлением Анатолия Бадхена на пластинки для артели «Пластмасс».
С оркестрами Ленинградской филармонии и Симфоническим оркестром Людмила Грудина исполняла вокальные произведения под управлением Александра Гаука, Карла Элиасберга и Курта Зандерлинга, Николая Рабиновича и Франца Конвичного, Кирилла Кондрашина, Арвида Янсонса, Эдуарда Грикурова, Исайи Альтермана и Абрама Стасевича. В марте 1964 года солистка приняла участие в премьерном исполнении в СССР оперы Бриттена «Питер Граймс», дирижировал Джемал Далгат.
После ухода со сцены Грудина продолжила работать вокалистом-иллюстратором в концертмейстерских классах пианистов. До 1977 года певицу звали в родной театр на замену внезапно заболевших артисток. В марте 1972 года Людмила Грудина стала участницей ленинградской премьеры курортной кантаты Родиона Щедрина «Бюрократиада», дирижировал сам автор.
В 1960 году была удостоена звания «Заслуженной артистки РСФСР».
Умерла в Ленинграде в 1989 году.